# Johannes-Notkirche (Aachen)
Die Johannes-Notkirche war eine Notkirche in der Stadt Aachen, die 1949 nach Plänen des Architekten Otto Bartning errichtet wurde.

## Geschichte
Nachdem infolge der starken Kriegszerstörung Aachens rund 10.000 evangelische Christen keinen Kirchenraum hatten, wurde die Notkirche gegenüber der durch Kriegseinwirkung beschädigten und bis auf den Turm 1959 abgebrochenen Christuskirche an der Martin-Luther-Straße im Osten der Innenstadt errichtet. Am 31. Oktober 1948, dem Reformationstag, erfolgte die Grundsteinlegung. Ein Großteil der Gemeindemitglieder beteiligte sich dabei an die Erstellung des Fundamentes und des Rohbaus. Das Dach sowie die hölzernen Hauptteile der Konstruktion konnten durch eine Spende der Evangelical and Reform Church aus den Vereinigten Staaten finanziert werden. Die Kirche war wie die anderen Bartning-Notkirchen eine Konstruktion aus vorgefertigten Holzbindern, die erst geliefert wurden, nachdem die Maurerarbeiten bereits abgeschlossen waren. Schließlich konnte die Kirche am Palmsonntag, den 10. April 1949, eingeweiht werden. 
Am 24. März 1979 zerstörte ein Großfeuer die Johanneskirche bis auf die Grundmauern. Die Reste der Notkirche einschließlich des bis dahin noch bestehenden Turmes der ehemaligen Christuskirche mussten abgetragen werden. Der Kirchenstandort wurde daraufhin aufgegeben. Im Februar 2016 und im Zuge einer kompletten Umgestaltung des Viertels zu einer Grünanlage wurde von Archäologen noch Reste der alten Notkirche, darunter das Fundament, gefunden und ausgewertet. Der Fund wurde zwar wieder zugeschüttet, aber soll per Hinweistafel kenntlich gemacht und als Bodendenkmal eingetragen werden.